# Fireball Roberts
Edward Glenn „Fireball” Roberts, Jr. (ur. 20 stycznia 1929, zm. 2 lipca 1964) – amerykański kierowca NASCAR.
Urodził się w Tavares na Florydzie, skąd przeprowadził się do Apopka. Interesował się wyścigami samochodowymi oraz baseballem. Był pitcherem w drużynie baseballowej Zellwood Mud Hens.  Wtedy zyskał pseudonim "Fireball", ponieważ puszczał bardzo szybkie piłki. W 1945 wstąpił do Sił powietrznych USA, skąd został jednak zwolniony po szkoleniu, ponieważ był chory na astmę.

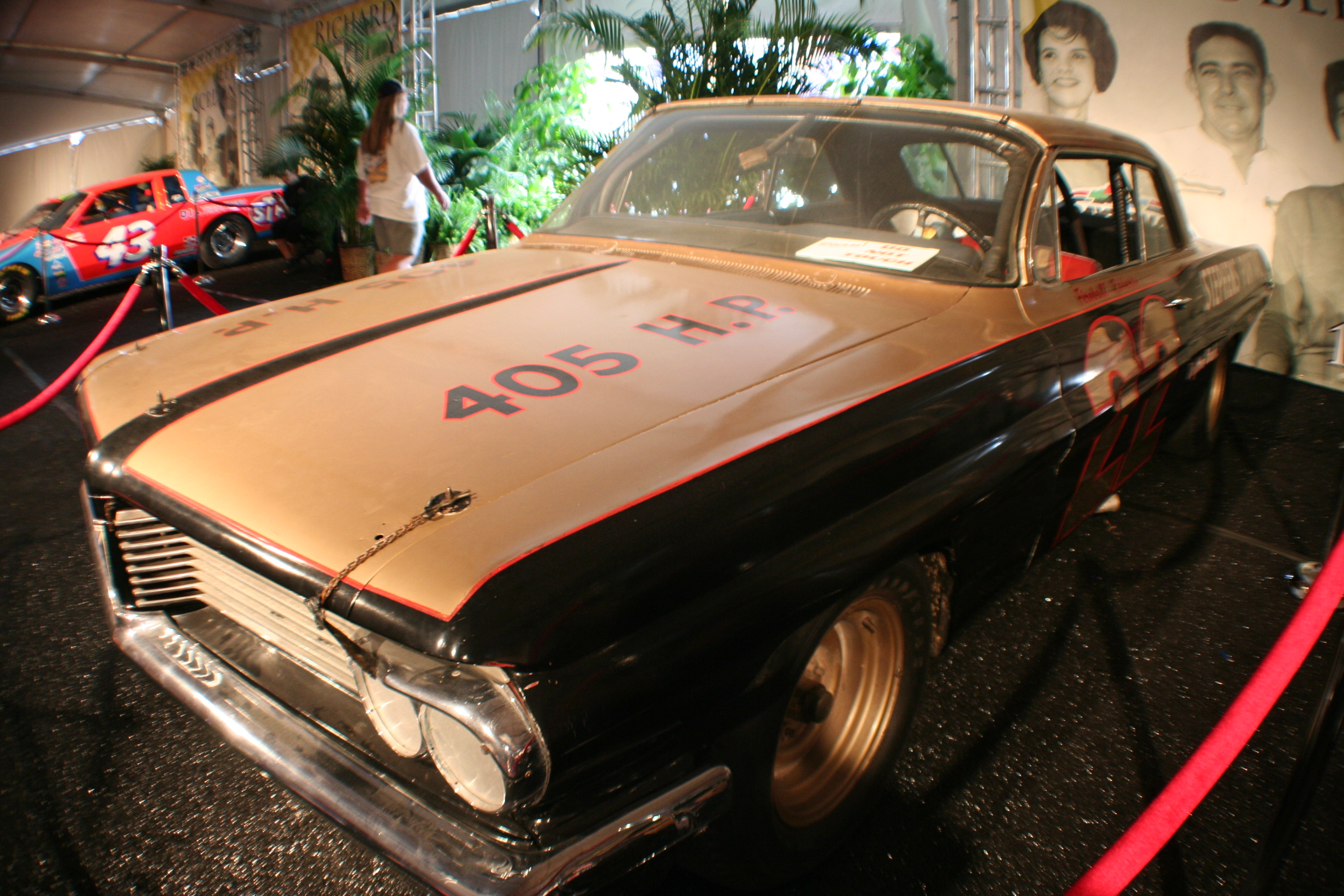
Pontiac Robertsa z 1962, którym wygrał wyścig Daytona 500

Uczęszczał na uniwersytet na Florydzie, a w weekendy brał udział w wyścigach. Pierwszy raz wystartował w zawodach w 1947, w wieku 18 lat wystartował w wyścigu na torze Daytona Beach Road Course, który wygrał. Podczas swojego pierwszego sezonu w głównej serii Nascar odniósł jedno zwycięstwo, a sezon zakończył na drugim miejscu. W 1956 wygrał 5 wyścigów, a rok później 8 kończąc sezon na szóstym miejscu. W 1962 wygrał Daytonę 500 oraz Firecracker 250 czarno-złotym Pontiakiem, którego przygotował legendarny Smokey Yunick. W styczniu 1964 roku zginął na torze Riverside International Raceway przyjaciel Robertsa, dwukrotny mistrz serii, Joe Weatherly.
24 maja 1964 Roberts wystartował z 11 pozycji do wyścigu World 600 na Charlotte Motor Speedway. Na siódmym okrążeniu doszło do wypadku Robertsa, Neda Jarretta oraz Juniora Johnsona. Ford Robertsa uderzył w ścianę po wewnętrznej stronie toru, obrócił się i stanął w płomieniach. Świadkowie twierdzą, że słyszeli głos Fireballa Robertsa, który wołał Neda na pomoc. Jarret próbował wyciągnąć go, ale cały samochód objęły płomienie. Został przewieziony do szpitala drogą powietrzną w stanie krytycznym. Roberts doznał poparzeń 2 i 3 stopnia, miał spalone 80% powierzchni ciała. Powszechnie uważa się, że chory na astmę Roberts zmarł z powodu reakcji uczuleniowej na rozlane podczas wypadku chemikalia. Stan jego jednak ulegał poprawie i była szansa, że wyzdrowieje. 30 czerwca jego stan zaczął się pogarszać. Dostał zapalenia płuc, oraz sepsę. Zapadł w śpiączkę i zmarł 2 lipca.
Roberts chciał zakończyć karierę, a ten wyścig miał być jednym z jego ostatnich.
Ten wypadek, a także dwa śmiertelne wypadki podczas wyścigu Indianapolis 500 zwróciły uwagę na niebezpieczeństwo spowodowane pożarem w wyścigach samochodowych. Doprowadziło to w końcu do budowy bezpieczniejszych zbiorników paliwa, a także wprowadzenia w 1964 roku obowiązkowo kombinezonów ognioodpornych, pięciopunktowych pasów bezpieczeństwa oraz specjalnie wyprofilowanych foteli.
Roberts wystartował w 206 wyścigach, startował do 32 z pierwszego pola, a 33 wygrał (122 razy był w pierwszej 10).
W 1990 trafił do International Motorsports Hall of Fame. Został uznany także jednym z 50 najlepszych kierowców NASCAR.